# Municipio de Vanville
El municipio de Vanville (en inglés: Vanville Township) es un municipio ubicado en el condado de Burke en el estado estadounidense de Dakota del Norte. En el año 2010 tenía una población de 20 habitantes y una densidad poblacional de 0,22 personas por km².

## Geografía
El municipio de Vanville se encuentra ubicado en las coordenadas 48°35′44″N 102°25′5″O / 48.59556, -102.41806. Según la Oficina del Censo de los Estados Unidos, el municipio tiene una superficie total de 92.64 km², de la cual 86,5 km² corresponden a tierra firme y (6,63 %) 6,14 km² es agua.

## Demografía
Según el censo de 2010, había 20 personas residiendo en el municipio de Vanville. La densidad de población era de 0,22 hab./km². De los 20 habitantes, el municipio de Vanville estaba compuesto por el 100 % blancos. Del total de la población el 0 % eran hispanos o latinos de cualquier raza.